# Sân vận động 11 tháng 11
Sân vận động 11 tháng 11 (tiếng Bồ Đào Nha: Estádio 11 de Novembro) là một sân vận động đa năng ở Luanda, Angola. Sân được khánh thành năm 2010, ngay trước khi diễn ra Cúp bóng đá châu Phi 2010, sân đã tổ chức 9 trận đấu trong suốt giải đấu, bao gồm năm trận bảng A, một trận bảng B, một trận tứ kết, một trận bán kết và trận chung kết.

## Tổng quan
Sân hiện đang được sử dụng thường xuyên bởi các câu lạc bộ bóng đá Primeiro de Agosto, Petro de Luanda và Benfica de Luanda, những đội chơi ở giải Girabola. Sức chứa của sân là 48.500 chỗ ngồi.
Sân vận động được đặt tên theo ngày giành độc lập của Angola.
Sân vận động nằm ở đô thị Belas tại đường cao tốc bao quanh Luanda bên đường.

## Sự cố sau trận đấu giữa 1º de Agosto và TP Mazembe
Năm người đã thiệt mạng sau trận đấu có sức chứa 45.000 người vào thứ Bảy ngày 15 tháng 9 năm 2018, bao gồm hai trẻ em bị giẫm đạp và/hoặc chết ngạt khi rời khỏi sân vận động. Trước khi trận đấu bắt đầu, những người ủng hộ đã gọi một đài phát thanh kêu gọi tổ chức này mở tất cả các cổng sau khi trận đấu kết thúc vì sợ thảm kịch sẽ xảy ra và sau khi đã trải qua các vụ tương tự trong quá khứ. Bộ Thanh niên và Thể thao Angola đã hối tiếc về vụ việc trong một tuyên bố, bày tỏ sự chia buồn với người thân các nạn nhân và tuyên bố sẽ mở một cuộc điều tra. Về phần mình, ban lãnh đạo câu lạc bộ hứa sẽ hỗ trợ người thân trong các chi phí tang lễ.